# Montbrun de las Corbièras
Montbrun de las Corbièras (en francès Montbrun-des-Corbières) és un municipi francès situat al departament de l'Aude i a la regió d'Occitània.